# Rhamphomyia acuta
Rhamphomyia acuta är en tvåvingeart som beskrevs av Bartak 2002. Rhamphomyia acuta ingår i släktet Rhamphomyia och familjen dansflugor.
Artens utbredningsområde är Colorado. Inga underarter finns listade i Catalogue of Life.